# Каспийские ворота

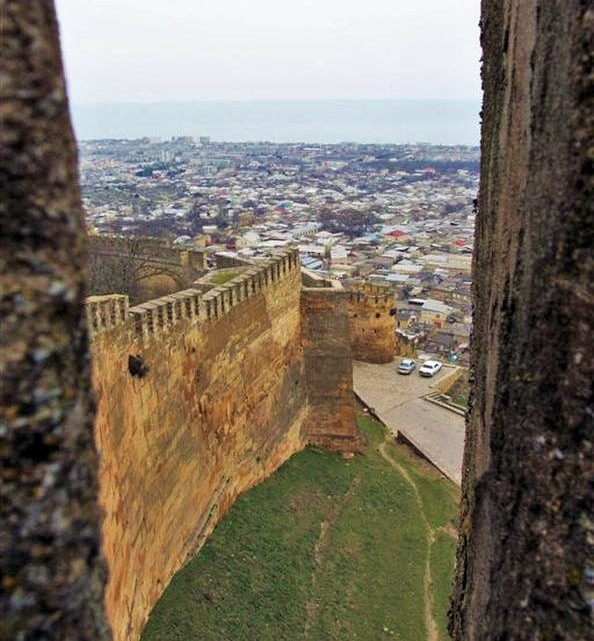
Дербентская стена

Каспийские ворота (др.-греч. Κάσπιαι πύλαι) — историко-географическое название, которым со времён древних цивилизаций обозначали два узких прибрежных прохода, доступ к которым открывал северным кочевым племенам дорогу на юг в богатые земледельческие цивилизации древних Персии, Мидии и Месопотамии.
Подобные ворота образовались в естественном рельефе прикаспийской местности в двух ключевых местах. В районе Дербента (современная Россия) имелся проход, представлявший собой узкую прибрежную полосу между западным берегом Каспийского моря и отрогом Кавказского хребта (Клавдий Птолемей называл их Албанскими воротами, хотя обычно под Албанскими воротами понимают проход через Восточный Кавказ из Шемахи в Дагестан). На другой стороне Каспийского моря, в районе современного Горгана в Иране, расположились Горганские ворота. Для защиты и тех, и других персидские правители возвели целый ряд мощных оборонительных укреплений. Южнее Дербента ворота пересекала высокая каменная Дербентская стена. На другой стороне моря была возведена Великая Горганская стена длиной до 200 км.
Но ни та, ни другая не спасли персидские цивилизации от вторжений иноземных захватчиков. Через Каспийские ворота прошли с юга македоняне во главе с Александром Македонским, затем арабы, а с севера — кочевые тюрки, затем и армия Российской империи. Через них проходили караваны Великого Шёлкового пути, с которых персы взимали пошлины.
В средневековой литературе («Александрии», Марко Поло, Джон Мандевиль) строителем ворот назывался Александр Македонский, а сами они — Александровыми.
Страбон указывает, что иберийцы могли призывать на помощь этих соседствующих и связанных с ними сарматов в случае нужды. Дарьяльский проход (важность которого часто преувеличивают, но который был тем не менее главной дорогой с Севера в сердце Закавказской Иберии) можно, как кажется, называть не только «Каспийскими» или «Кавказскими», но и «Сарматскими воротами».
В 743 или 744 году у Каспийских ворот произошло крупное землетрясение.